# Отані Кодзуї

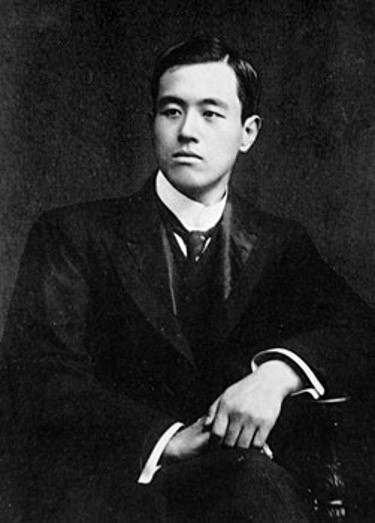
Кодзуї Отані

Кодзуї Отані (大谷 光瑞, чернецьке ім'я Кьоньо, 27 грудня 1876 — 5 жовтня 1948) — японський мандрівник-дослідник, організатор і спонсор експедицій у Центральну Азію. У європейській літературі відомий з титулом «граф Отані», оскільки був вихідцем з родової знаті, у японській літературі також відомий як 22-й настоятель Західного монастиря Хонган-дзі.
У молоді роки багато подорожував Європою, навчався в Лондоні. Був знайомий із багатьма мандрівниками-дослідниками
У 1902-1910 роках Отані Кодзуї фінансував три експедиції в Центральну Азію. Найбільш значним досягненням серед організованих Отані експедицій вважається археологічне дослідження стародавнього міста Субаші в пустелі Такла-Макан. Особисто йому вдалося взяти участь лише в першій експедиції.
У зв'язку зі спадкуванням обов'язків настоятеля монастиря в 1903 році, він був змушений припинити участь у дослідженнях. Як настоятель він продовжував організацію експедицій. Також Кодзуі виконав модернізацію буддійської школи Дзьодо-сінсю в Кіото. Витрати на експедиції спричинили борги. 1914 року, у результаті фінансового скандалу Отані змушений був зректися посади настоятеля.
У період Другої світової війни Отані Кодзуї був радником на окупованих Японією територіях Китаю (Маньчжоу-го) і побував у радянському полоні (1945-1947).
Помер від раку шлунка.